# Trần Tuấn Việt
Trần Tuấn Việt là một nhiếp ảnh gia người Việt Nam, được mệnh danh là "Người đưa hình ảnh Việt Nam ra thế giới". Anh nổi tiếng với những bức ảnh về Việt Nam được đăng trên tạp chí, sách ảnh và niên giám của National Geographic. Trần Tuấn Việt cũng là nhiếp ảnh gia thực hiện dự án "Kỳ quan Việt Nam" do Google phối hợp với Cục Du lịch Quốc gia Việt Nam triển khai trên Google Arts & Culture, hệ thống thư viện số lớn nhất thế giới. Anh cũng là tác giả của 93 bức ảnh tiêu biểu trong triển lãm xúc tiến du lịch - điện ảnh Việt Nam tại Hollywood, Hoa Kỳ do Bộ Văn hoá, Thể thao và Du lịch (Việt Nam) tổ chức.

## Tiểu sử và sự nghiệp
Trần Tuấn Việt sinh ở Vinh vào năm 1983. Từ năm 1998 đến 2001, anh học tại Trường Trung học phổ thông Chuyên Đại học Vinh. Anh chuyển tới Hà Nội vào năm 2001 và học kiến trúc tại Trường Đại học Xây dựng từ năm 2001 đến năm 2006.
Năm 2007, Trần Tuấn Việt khởi nghiệp như một nhiếp ảnh gia tự do. Năm 2015, anh tham gia cộng đồng nhiếp ảnh của Hội Địa lý Quốc gia Hoa Kỳ (National Geographic), một trong những cộng đồng nhiếp ảnh lớn nhất thế giới và được ghi nhận là nhiếp ảnh gia Việt Nam thành công nhất tại cộng đồng nhiếp ảnh này.
Năm 2016, anh được kết nạp vào Hội Nghệ sĩ Nhiếp ảnh Việt Nam và trở thành một nhiếp ảnh gia của Getty Images.
Năm 2019, anh tham gia dự án ảnh có tên gọi "Kỳ quan Việt Nam" do Google phối hợp cùng Tổng cục Du lịch (Việt Nam) phát hành trên nền tảng Google Arts & Culture. Cũng từ 2019, Trấn Tuấn Việt là nhiếp ảnh gia người Việt duy nhất cộng tác thường xuyên cùng National Geographic trong dự án nhiếp ảnh cộng đồng của họ và đã có 199 bức ảnh trên nhiều nền tảng của National Geographic tính đến năm 2023.
Năm 2021, anh là nhiếp ảnh gia người Việt được tham gia Đại hội Nhiếp ảnh Xposure, tổ chức bởi Cục Truyền thông Chính phủ Sharjah, Các Tiểu vương quốc Ả Rập Thống nhất. Xposure là đại hội nhiếp ảnh quốc tế uy tín thường niên, quy tụ hơn 60 khách mời là các giám tuyển nhiếp ảnh, phóng viên ảnh và nhiếp ảnh gia nổi tiếng nhất thế giới.
Năm 2024, anh hợp tác cùng Bộ Văn hóa, Thể thao và Du lịch (Việt Nam) tổ chức triển lãm ảnh giới thiệu thiên nhiên, phong cảnh, lịch sử, văn hóa, di sản UNESCO.. trong chương trình Xúc tiến Du lịch - Điện ảnh Việt Nam tại Hoa Kỳ, diễn ra từ ngày 23-25/9/2024 tại thành phố San Francisco và thành phố Los Angeles, bang California với chủ đề "Việt Nam - Điểm đến mới của Điện ảnh thế giới".
Trần Tuấn Việt giữ vai trò giám khảo của nhiều cuộc thi nghệ thuật lớn của Việt Nam và quốc tế.

## Giải thưởng
| Năm  | Cuộc thi                                                      | Đơn vị tổ chức                                              | Giải thưởng                               |
| ---- | ------------------------------------------------------------- | ----------------------------------------------------------- | ----------------------------------------- |
| 2017 | Cuộc thi nhiếp ảnh nghệ thuật quốc tế lần thứ 9 tại Việt Nam  | Hội Nghệ sĩ Nhiếp ảnh Việt Nam                              | Huy chương Vàng                           |
| 2017 | Giải thưởng nhiếp ảnh xuất sắc cấp quốc gia                   | Hội Nghệ sĩ Nhiếp ảnh Việt Nam                              | Giải A                                    |
| 2018 | Cuộc thi ảnh quốc tế thường niên lần thứ 15                   | Tạp chí Smithsonian - Hoa Kỳ                                | Giải nhất - Hạng mục Ảnh Du lịch          |
| 2018 | Hamdan International Photography Award                        | H.H. Sheikh Hamdan Bin Mohammed Al Maktoum                  | Chung kết                                 |
| 2019 | Giải thưởng Nhiếp ảnh gia môi trường thế giới                 | Viện Quản lý Nước và Môi trường - Vương quốc Anh            | Giải thưởng Danh dự                       |
| 2019 | Cuộc thi nhiếp ảnh nghệ thuật quốc tế lần thứ 10 tại Việt Nam | Hội Nghệ sĩ Nhiếp ảnh Việt Nam                              | Chung kết                                 |
| 2019 | Giải thưởng Nhiếp ảnh gia Du lịch Thế giới                    | Travel Photographer of the Year Ltd.                        | Chung kết                                 |
| 2019 | Hamdan International Photography Award                        | H.H. Sheikh Hamdan Bin Mohammed Al Maktoum                  | Chung kết                                 |
| 2020 | Cuộc thi ảnh "Niềm vui 2020" từ ứng dụng nhiếp ảnh Agora      | Agora Awards                                                | Giải nhất                                 |
| 2020 | Cuộc thi ảnh "Kiến trúc 2020" từ ứng dụng nhiếp ảnh Agora     | Agora Awards                                                | Giải nhất                                 |
| 2020 | Hamdan International Photography Award                        | H.H. Sheikh Hamdan Bin Mohammed Al Maktoum                  | Chung kết                                 |
| 2020 | Cuộc thi ảnh "Ánh mắt 2020" từ ứng dụng nhiếp ảnh Agora       | Agora Awards                                                | Giải nhất                                 |
| 2021 | Cuộc thi ảnh quốc tế thường niên lần thứ 18                   | Tạp chí Smithsonian                                         | Giải Độc giả Bình chọn                    |
| 2021 | Nhiếp ảnh gia Du lịch của năm                                 | Travel Photographer of the Year Ltd.                        | Chung kết                                 |
| 2021 | Nhiếp ảnh gia Môi trường của năm                              | Chartered Institution of Water and Environmental Management | Chung kết                                 |
| 2022 | Giải thưởng Nhiếp ảnh Tối giản                                | Minimalist Photography Awards                               | Chung kết                                 |
| 2022 | Giải thưởng Nhiếp ảnh Panorama                                | The Epson International Pano Awards                         | Giải Bạc và Giải Đồng                     |
| 2022 | Giải thưởng Nhiếp ảnh Đen Trắng                               | Monochrome Photography Award                                | Giải thưởng Danh dự                       |
| 2023 | Nhiếp ảnh gia Môi trường của năm                              | Chartered Institution of Water and Environmental Management | Chung kết                                 |
| 2023 | Giải thưởng ColorPro - RISE                                   | ViewSonic                                                   | Hạng 4                                    |
| 2023 | Giải thưởng Nhiếp ảnh Đen Trắng                               | Monochrome Photography Award                                | Giải thưởng Danh dự                       |
| 2024 | Giải thưởng Nhiếp ảnh Thế giới Sony                           | Word Photography Organisation                               | Giải nhất Quốc gia Chung kết Giải mở rộng |
| 2024 | Giải thưởng "Hình ảnh của năm 2023"                           | Wikimedia Commons                                           | Giải nhất                                 |

## Triển lãm
| Năm  | Tên triển lãm                                                    | Đơn vị tổ chức                                                                   | Địa điểm                                                  |
| ---- | ---------------------------------------------------------------- | -------------------------------------------------------------------------------- | --------------------------------------------------------- |
| 2016 | Triển lãm Ảnh nghệ thuật Hà Nội 2016                             | Hội Nhiếp ảnh Nghệ thuật Hà Nội                                                  | Hà Nội, Việt Nam                                          |
| 2017 | Triển lãm Ảnh nghệ thuật quốc tế tại Việt Nam lần thứ 9 (VN-17)  | Hội Nghệ sĩ Nhiếp ảnh Việt Nam                                                   | Hà Nội, Việt Nam                                          |
| 2018 | Learning about Vietnam                                           | Bộ Ngoại giao (Việt Nam)                                                         | Hà Nội, Việt Nam                                          |
| 2018 | Nhiếp ảnh trẻ"                                                   | Cục Mỹ thuật, Nhiếp ảnh và Triển lãm, Bộ Văn hóa, Thể thao và Du lịch (Việt Nam) | Hà Nội, Việt Nam                                          |
| 2019 | Triển lãm Ảnh nghệ thuật quốc tế tại Việt Nam lần thứ 10 (VN-19) | Hội Nghệ sĩ Nhiếp ảnh Việt Nam                                                   | Hà Nội, Việt Nam                                          |
| 2020 | 2020 Travel Photographer Of The Year Winners                     | Travel Photographer of the Year Ltd.                                             | London, Vương quốc Anh                                    |
| 2020 | World Water Day                                                  | LC Seregno Aid                                                                   | Italy                                                     |
| 2021 | Vietnam                                                          | Đại hội Nhiếp ảnh Quốc tế Xposure                                                | Sharjah, Các Tiểu vương quốc Ả Rập Thống nhất             |
| 2021 | Triển lãm Ảnh nghệ thuật quốc tế tại Việt Nam lần thứ 11 (VN-21) | Hội Nghệ sĩ Nhiếp ảnh Việt Nam                                                   | Hà Nội, Việt Nam                                          |
| 2021 | Kỳ quan Việt Nam                                                 | Google                                                                           | Nền tảng số Google Arts & Culture                         |
| 2023 | Triển lãm Ảnh nghệ thuật quốc tế tại Việt Nam lần thứ 12 (VN-23) | Hội Nghệ sĩ Nhiếp ảnh Việt Nam                                                   | Hà Nội, Việt Nam                                          |
| 2023 | Triển lãm Ảnh nghệ thuật Hà Nội 2023                             | Hội Nhiếp ảnh Nghệ thuật Hà Nội                                                  | Hà Nội, Việt Nam                                          |
| 2023 | Triển lãm Ảnh Tỏa sáng Việt Nam                                  | Cục Du lịch Quốc gia Việt Nam                                                    | Hà Nội, Việt Nam                                          |
| 2023 | Triển lãm ảnh đoạt giải cuộc thi ColorPro - RISE                 | ViewSonic                                                                        | Hà Nội, Việt Nam London, Vương quốc Anh Đài Bắc, Đài Loan |
| 2024 | Triển lãm ảnh đoạt giải cuộc thi Nhiếp ảnh Thế giới Sony         | Word Photography Organisation                                                    | London, Vương quốc Anh                                    |
| 2024 | Triển lãm ảnh "Điểm đến Việt Nam"                                | Bộ Văn hóa, Thể thao và Du lịch (Việt Nam)                                       | Los Angeles, California, Hoa Kỳ                           |

## Hoạt động trên truyền hình
| Năm  | Kênh                                         | Chương trình                                                                   | Vai trò                        | Ngày phát sóng |
| ---- | -------------------------------------------- | ------------------------------------------------------------------------------ | ------------------------------ | -------------- |
| 2017 | VTV1                                         | Cuộc sống thường ngày                                                          | Khách mời                      | 17/05/2017     |
| 2017 | VTV4                                         | Culture Mosaic                                                                 | Khách mời                      | 02/12/2017     |
| 2017 | VTC20 - Đài Truyền hình Kỹ thuật số VTC      | NetViet Stories                                                                | Khách mời                      |                |
| 2017 | VTV1                                         | Bản tình ca của đá (5 tập)                                                     | Nhân vật                       | 18/12/2017     |
| 2018 | Kênh truyền hình của Đài tiếng nói Việt Nam  | Muôn màu cuộc sống                                                             | Khách mời                      |                |
| 2018 | VTV6                                         | Trên từng cây số, mùa 1 (4 tập)                                                | Nhiếp ảnh gia, người hướng dẫn | 05/05/2018     |
| 2018 | VTV6                                         | Thế hệ số                                                                      | Nhiếp ảnh gia, giám khảo       | 15/08/2018     |
| 2018 | Truyền hình Nhân Dân                         | Tạp chí đối ngoại                                                              | Khách mời                      |                |
| 2018 | VTV1                                         | Bản tin Chuyển động 24h                                                        | Khách mời                      |                |
| 2019 | VTV3                                         | Sức nước ngàn năm                                                              | Người chơi                     | 27/03/2019     |
| 2019 | VTV1                                         | VTV24                                                                          | Khách mời                      |                |
| 2019 | VTV3                                         | Chuyện đêm muộn                                                                | Khách mời                      | 16/10/2019     |
| 2019 | VTV2                                         | Cho ngày hoàn hảo                                                              | Khách mời                      | 16/02/2019     |
| 2019 | Chuyển động 24h                              | Bản tin                                                                        | Khách mời                      |                |
| 2020 | Truyền hình Thông tấn xã Việt Nam            | Bản giao hưởng xanh                                                            | Khách mời                      | 01/01/2020     |
| 2020 | VTV3                                         | Vui, khoẻ, có ích                                                              | Người chơi                     | 15/02/2020     |
| 2020 | VTV1                                         | Việt Nam trong tôi - Bản tình ca của đá (5 tập)                                | Nhân vật                       |                |
| 2020 | VTC10 - Đài Truyền hình Kỹ thuật số VTC      | NetViet Stories                                                                | Khách mời                      |                |
| 2020 | Truyền hình Nhân Dân                         | Gương mặt cuộc sống                                                            | Nhân vật                       | 30/10/2020     |
| 2020 | VTV6                                         | Thế hệ Số                                                                      | Khách mời                      | 12/12/2020     |
| 2021 | VTV2                                         | Việt Nam trong tôi: Bản tình ca của đá (5 tập)                                 | Nhân vật                       |                |
| 2021 | Truyền hình Nhân dân (báo)                   | Đối ngoại và Hội nhập                                                          | Khách mời                      | 05/02/2021     |
| 2021 | Truyền hình Thông tấn xã Việt Nam            | Văn hoá toàn cảnh                                                              | Khách mời                      | 01/04/2021     |
| 2021 | VTV3                                         | Vui sống mỗi ngày                                                              | Khách mời                      |                |
| 2021 | Kênh Truyền hình Quốc phòng Việt Nam         | Rubik Cuộc sống                                                                | Khách mời                      | 05/04/2021     |
| 2021 | HTV9 - Đài truyền hình Thành phố Hồ Chí Minh | Khoảnh khắc cuộc đời: Trần Tuấn Việt – Người đưa hình ảnh Việt Nam ra thế giới | Khách mời                      | 15/12/2021     |
| 2021 | Truyền hình Nhân dân                         | Đối thoại & Hội nhập                                                           | Khách mời                      |                |
| 2021 | VTV6                                         | Trên từng cây số 2021 - Số 11                                                  | Khách mời                      |                |
| 2022 | VTV3                                         | Lời tự sự: Nhiếp ảnh gia Tuấn Việt                                             | Khách mời                      | 12/10/2022     |
| 2022 | VTV1                                         | Thanh xuân tươi đẹp                                                            | Khách mời                      | 15/10/2022     |
| 2022 | Truyền hình Hà Nội                           | Hà Nội qua những thước phim trên Discovery                                     | Khách mời                      | 18/07/2022     |
| 2022 | Discovery                                    | Outride Hanoi with photographer Tran Tuan Viet                                 | Nhân vật                       | 16/07/2022     |
| 2022 | VTV3                                         | Cà phê sáng - 19/7/2022                                                        | Khách mời                      | 19/07/2022     |
| 2022 | VTV3                                         | Chữ V diệu kỳ                                                                  | Người chơi                     | 01/07/2022     |
| 2022 | VTV3                                         | Cà phê sáng – 24/06/2022                                                       | Khách mời                      | 24/06/2022     |
| 2022 | VTV3                                         | Cà phê sáng – 09/02/2022                                                       | Khách mời                      | 09/02/2022     |
| 2023 | Đài Truyền hình Kỹ thuật số VTC              | 10 phút với nghệ sĩ: Trần Tuấn Việt – người đưa hình ảnh Việt Nam ra thế giới  | Khách mời                      | 15/01/2023     |
| 2023 | QPVN                                         | Sắc màu Việt Nam qua ống kính Trần Tuấn Việt                                   | Khách mời                      | 10/07/2023     |
| 2023 | Nghe An Television                           | Trò chuyện cuối tuần: Trần Tuấn Việt – Người mang vẻ đẹp Việt Nam ra Thế giới  | Khách mời                      | 17/04/2023     |
| 2024 | VTV5                                         | Chào tuần mới – Lao động sáng tạo, tái tạo con người                           | Khách mời                      | 29/04/2024     |
| 2024 | VTV2                                         | Cho ngày hoàn hảo – Nhiếp ảnh gia Trần Tuấn Việt                               | Khách mời                      | 05/05/2024     |